# Брюкс, Кристоф
Кристоф Брюкс (нем. Christoph Brüx; род. 13 декабря 1965, Зонсбек, Северный Рейн-Вестфалия) — немецкий скульптор, художник, композитор и музыкальный продюсер. Писал музыку для таких исполнителей и групп как No Angels, Матиас Райм, Brooklyn Bounce, а также для кинофильмов.

## Биография
Кристоф Брюкс родился в 1965 году в Зонсбеке, до 1985 года посещал гимназию в Ксантене. Следуя музыкальному таланту, он рано начал изучать игру на фортепиано и получил музыкальное образование.
В течение своей карьеры, Брюкс писал музыку для многих исполнителей. В их числе:
- Бро'Сис: Их первый альбом «Never Forget (Where You Come From)», в создании которого Брюкс принимал участие, был выпущен январе 2002 года и был награждён в Германии платиной.
- No Angels: Альбом «Pure», также созданный при участии Брюкса, поднялся сразу после выхода на первое место альбомных чартов Германии, а в Австрии и Швейцарии занял третье и девятое место, соответственно.

Брюкс написал музыку для нескольких кинофильмов.
- Телевизионное шоу «TKKG — клуб частных детективов» было номинировано к участию в немецком детском медиафестивале «Золотой воробей»[1].

Любовь Брюкса к природе отражена в его подводном клипе «Niklas' Theme»
Сегодня Кристоф Брюкс живёт и работает в Гамбурге.

## Некоторые проекты

### Музыкальный ансамбль
- СМК Единство (SMC Unity) [3]

члены: Софи Санта Клара, Mаттиас Менк, Kристоф Брюкс
- Звук дельфина (Dolphin Sound)[4]

члены: Брюкс, Кристоф и Менк, Маттиас

### Дискография (неполная)[5][6]
| Год  | Исполнитель                                   | Название                                   |
| ---- | --------------------------------------------- | ------------------------------------------ |
| 1993 | СМК Единства (SMC Unity)                      | Move’n Groove                              |
| 1994 | СМК Единства (SMC Unity)                      | Make It Happen                             |
| 1995 | Рөим, Маттиас (Matthias Reim)                 | Tina geht tanzen (Антинаркотическое песни) |
| 1995 | Рөим, Маттиас (Matthias Reim)                 | Это любовь? (Ist das Liebe?)               |
| 1995 | Рөим, Маттиас (Matthias Reim)                 | Alles klar                                 |
| 1996 | Дельфин звука (Dolphin Sound)                 | The Circle                                 |
| 1997 | Рөим, Маттиас (Matthias Reim)                 | Wenn du gehen willst, musst du gehen       |
| 1997 | Рөим, Маттиас (Matthias Reim)                 | первый раз (Das erste Mal)                 |
| 1998 | Сладкий Кислый (Sweet Sour)                   | Pick A Number                              |
| 2000 | The Underdog Project                          | Tonight                                    |
| 2001 | Double M.                                     | Featuring Sophie* — Friday Nite            |
| 2001 | Brooklyn Bounce                               | Born To Bounce (Music Is My Destiny)       |
| 2002 | Bro’Sis                                       | All I Wanna Know                           |
| 2002 | Bro’Sis                                       | Let Me Know                                |
| 2002 | The Underdog Project                          | I Can’t Handle It (Alex K Mix)             |
| 2003 | The Underdog Project                          | Winter Jam                                 |
| 2003 | Vanessa S                                     | Shining                                    |
| 2003 | No Angels                                     | Angel of Mine                              |
| 2004 | Novastar (2)                                  | Summerjam                                  |
| 2005 | 18auf12 feat. Gary Krosnoff                   | Back to St. Pauli                          |
| 2007 | Alex Prinz u.a.                               | Try to write a lovesong                    |
| 2010 | 18auf12 100 лөт Санкт-Паули (футбольный клуб) | One Hundred beers (по-русски: сто пиво)    |

2010 Санкт-Паули 100 лөт ӣ Фан-клуб 18auf12 записать песня на плёнку (One Hundred beers) (по-русски: сто пиво)

### Музыка к фильмам
- Für die Familie ( для семьи ) (короткий фильм) (Германия 2004)
- Alina[17] (Алина)[18]) (TV-серии) (Германия 2005) 3 серии, продолжительность серии 60 мин.
- Alinas Traum (Мечта Алины) (TV-кино) (Германия 2005) 90 мин.[19]

### Другое
- Компактный диск: умственные стратегии для вашего успеха
- Сила SM-MOT-02 Synth (карточка Yamaha SmartMedia для синтезатора Мотив-серий Yamaha

## Артисты, связанные с Брюксом[20]
| - No Angels (Ноу Эйнджелс) - Matthias Reim (Маттиас Райм) - Bro'Sis (Бро'Сис) en: Brothers & Sisters) - The Underdog Project (Андердог Проджект) - Brooklyn Bounce (рус. «Бруклин Баунс») - Vanessa S (Ванесса С) - Anke Engelke (Анке Энгепьке) - Marc et Claude (Марк э Клод) | - Double M - Kool & The Gang (Кул & Гэнг) - Al Jarreau (Эл Джарро) - Thomas Hettwer - Tina Turner (Тина Тёрнер) - Niklas Schmidt (Никлас Шмидт) - David Hasselhoff (Дэвид Хасселхофф) - Bonnie Tyler (Бонни Тайлер) | - Blümchen - Rainhard Fendrich - Anna David (Анна Дэвид) - Tony Cook (Тони Кук) - Moloko (Молоко) |